# 중앙도서관 (강릉시)
강릉시립도서관은 강원특별자치도 강릉시 소재의 도서관이다.

## 연혁
- 1969년 9월 17일 홍제동 15번지에서 강릉시립도서관으로 개관.
- 1970년 12월 17일 강릉시립도서관 설치조례 제정.

## 시설현황
- 4층: 정기간행물실, 강의실
- 3층: 소강의실, 신봉승기념관, 제1열람실, 제2열람실
- 2층: 종합자료실, 어문학자료실, 정리실, 서고
- 1층: 어린이도서관, 전자도서관

## 이용 안내
이용 시간
- 열람실: 월요일 09:00-18:00 / 화요일~일요일 07:00-23:00
- 자료실: 화~일요일 09:00 - 22:00
- 전자도서관: 화~일요일 09:00 - 22:00

휴관일
- 월요일
- 국가공휴일